# 모하메드 시아 알수다니

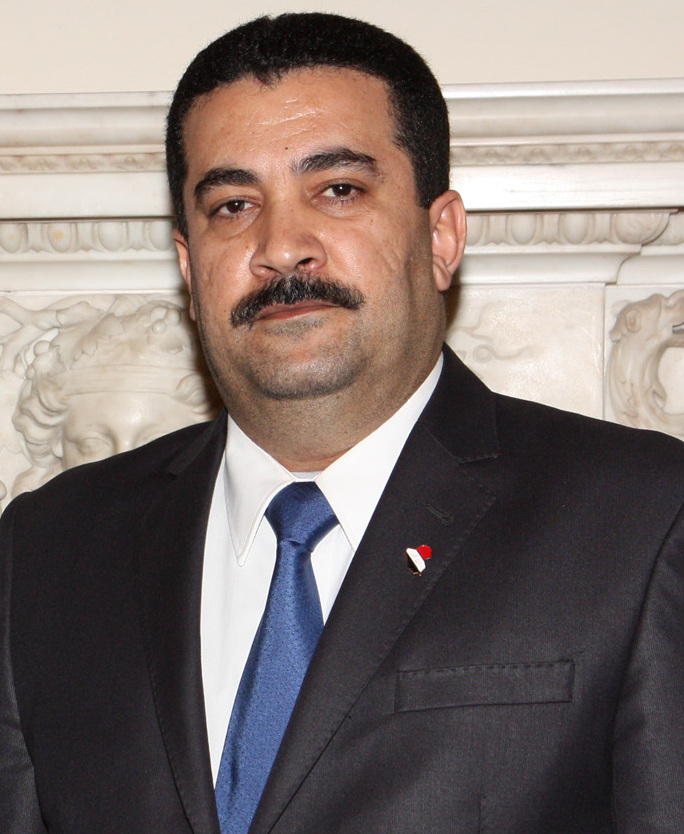

모하메드 시아 알수다니(Mohammed Shia' Al Sudani, 1970년 출생)는 2022년 10월 27일부터 이라크의 총리직을 맡은 이라크 정치인이다. 총리직에 오르기 전에 여러 장관 직책을 맡았다. (산업광물부 장관, 노동사회부 장관, 무역부 장관 대행, 재무부 장관 대행, 이주실향민 장관 대행, 농업부 장관 대행, 인권부 장관 등) 2009년부터 2010년까지 마이산주 주지사를 역임했다.